# Fehér Attila (politikus)
Fehér Attila (Szeged, 1984. január 25. –) magyar politikus, szociológus. Az LMP Csongrád-Csanád megyei szervezetének elnöke.

## Életrajz
Középiskolai tanulmányait a szegedi Vasvári Pál Közgazdasági Szakközépiskolában folytatta. 2011-ben végzett a Szegedi Tudományegyetem Bölcsészettudományi Kar Szociológia Tanszékén okleveles szociológusként. 2012-ben alapította meg a Partiszkon Társadalomkutató Közhasznú Egyesületet, amelyben 2023 nyaráig az elnöki teendőket látta el.

## Politikai pályafutása
Az LMP-nek 2016 óta a tagja. 2018 óta a Csongrád-Csanád megyei szervezet elnöke.
A  2019-es magyarországi önkormányzati választáson az Összefogás Szegedért Egyesület - Magyar Szocialista Párt - Momentum Mozgalom - Demokratikus Koalíció - Lehet Más a Politika - Jobbik Magyarországért Mozgalom – Párbeszéd Magyarországért közös képviselőjelöltje volt Szeged 15. számú egyéni választókerületében. A szavazatok 37,18 százalékát szerezte meg.
2021. január 20-án az LMP - Magyarország Zöld Pártja országgyűlési képviselőjelöltje lett Csongrád-Csanád megye 3. számú egyéni választókerületében.
2021. június 28-án visszalépett a jelöltségtől és bejelentette, hogy az LMP a Jobbik Magyarországért Mozgalom által indított civil jelölt, Szűcs Ildikó mellé áll az ellenzéki előválasztáson.
A 2024. évi önkormányzati választáson az Összefogás Szegedért Egyesület listájának 6. helyén szerepelt, mandátumot nem szerzett.
2024. októbere óta Szeged Város Közgyűlésének Kulturális, Oktatási, Idegenforgalmi és Ifjúsági Bizottságában tevékenykedik külsős tagként.